# Тонкс, Дик
Ричард Уильям «Дик» Тонкс (англ. Richard William "Dick" Tonks; род. 21 февраля 1951, Уонгануи, Манавату-Уангануи) — новозеландский гребец, выступавший за сборную Новой Зеландии по академической гребле в первой половине 1970-х годов. Серебряный призёр летних Олимпийских игр в Мюнхене. Также известен как тренер по гребле.

## Биография
Дик Тонкс родился 21 февраля 1951 года в городе Уонгануи, Новая Зеландия.
Заниматься академической греблей начал уже в возрасте 13 лет, проходил подготовку под руководством собственного отца Алана Тонкса, который был гребцом и тренером по гребле. В течение трёх лет выступал за местную школьную команду, неоднократно становился победителем и призёром различных школьных регат. Позже представлял гребной клуб «Отаго» из Данидина.
Наивысшего успеха на взрослом международном уровне добился в сезоне 1972 года, когда вошёл в основной состав новозеландской национальной сборной и благодаря череде удачных выступлений удостоился права защищать честь страны на летних Олимпийских играх в Мюнхене.  В распашных безрульных четвёрках в финале пришёл к финишу вторым позади команды из Восточной Германии и тем самым завоевал серебряную олимпийскую медаль.
После мюнхенской Олимпиады Тонкс остался в составе гребной команды Новой Зеландии и продолжил принимать участие в крупнейших международных регатах. Так, в 1973 году он побывал на европейском первенстве в Москве, где в распашных четвёрках с рулевым сумел квалифицироваться лишь в утешительный финал В и расположился в итоговом протоколе соревнований на восьмой строке.
В течение своей спортивной карьеры Тонкс ни разу не выигрывал новозеландское национальное первенство ни в одной из дисциплин. Наиболее близок к этой цели он был в 1974 году, когда в парных одиночках финишировал вторым позади Марри Уоткинсона.
Впоследствии сделал достаточно успешную карьеру в качестве тренера по академической гребле, принимал участие в подготовке многих элитных гребцов Новой Зеландии, которые выигрывали медали на Олимпийских играх и чемпионатах мира. Пять раз его признавали лучшим тренером страны (1999, 2004, 2005, 2009, 2012), по количеству этих наград он опережает всех новозеландских тренеров.
За выдающиеся достижения на тренерском поприще в 2003 году был награждён Орденом Заслуг.